# Beogradski Sindikat
Beogradski Sindikat (em sérvio:Београдски Синдикат) é um grupo de hip-hop sérvio formado em 1999,na cidade de Belgrado.atualmente consiste de 11 membros.

## Discografia
- 2002: BSSST…Tišinčina!
- 2005: Svi Zajedno
- 2010: Diskretni Heroji